# Louis Nicolas Vauquelin

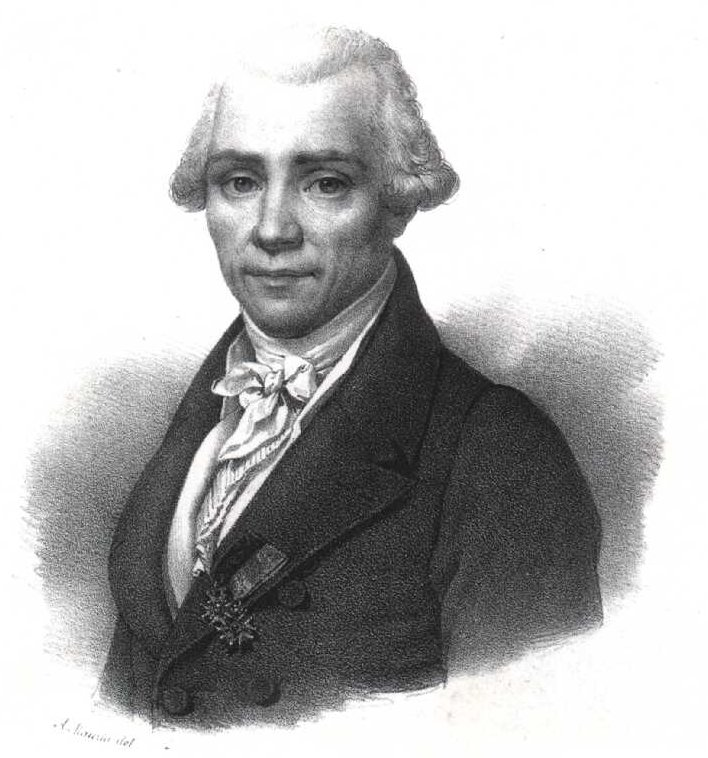
Louis Nicolas Vauquelin

Louis Nicolas Vauquelin (Saint-André-d'Hébertot, 16 maggio 1763 – Saint-André-d'Hébertot, 14 novembre 1829) è stato un chimico e farmacista francese.

## Biografia
I suoi primi contatti con la chimica si realizzarono a seguito del suo impiego (dal 1777 al 1779), come assistente di laboratorio, presso un farmacista di Rouen. Entrato in contatto con Antoine-François de Fourcroy, lavorò come suo assistente dal 1783 al 1791.
Inizialmente i suoi lavori vennero pubblicati con la firma del suo maestro e mecenate, in seguito riuscì a farsi citare come coautore. Dal 1790 iniziò a firmare da solo le sue ricerche, arrivando a pubblicare, in tutta la sua carriera, 376 saggi. La maggior parte di essi furono semplici resoconti di pazienti e laboriose operazioni di analisi e può sorprendere che, nonostante tutte le sostanze analizzate, arrivò a scoprire soltanto due nuovi elementi, il berillio (1798), individuato come ossido nel berillo (un minerale) e il cromo (1797), individuato in un minerale di piombo rosso proveniente dalla Siberia. Vauquelin lavorò anche sullo sviluppo di un processo per ottenere ammoniaca liquida alla pressione atmosferica.
Sia contemporaneamente che in successione, Vauquelin occupò le cariche di ispettore di miniere, professore alla Scuola delle Miniere e alla Scuola Politecnica, saggiatore di oggetti d'oro e d'argento, professore di chimica all'Università di Francia e al Jardin des Plantes, membro del Consiglio dell'Industria e del Commercio, commissario sulle leggi farmaceutiche. Alla morte di Fourcroy, nel 1809, venne nominato quale suo successore alla carica di professore di chimica alla Facoltà di Medicina.
Le sue lezioni, che erano completate con esercitazioni pratiche di laboratorio, vennero frequentate da molti chimici che in seguito ottennero fama.
Tra i suoi lavori più noti il "Manuel de l'essayeur".